# Berliner Verlag
Die Berliner Verlag GmbH ist ein deutscher, 1945 in Berlin als Zeitungs- und Zeitschriftenverlag gegründeter Verlag, der nach mehreren Besitzerwechseln, seit September 2019, dem Ehepaar Silke und Holger Friedrich gehört.

## Geschichte

### 1945–1990
Der Berliner Verlag war bis 1990 im Besitz des SED-Parteibetriebs Zentrag. Er vergab den Eulenspiegelpreis für Karikatur, u. a. 1984 an Nabil El Solami.
Verlagsleiter war bis zu seinem Tod 1967 Hermann Leupold und danach bis 1983 Rudolf Barbarino.

### 1990-Gegenwart
1990, nach der politischen Wende, ging der Verlag in ein Joint Venture aus Robert Maxwell (Maxwell Communications) und Gruner + Jahr. 1992 übernahm Gruner + Jahr den Verlag allein und verkaufte ihn 2002 an die Verlagsgruppe Georg von Holtzbrinck. Das Bundeskartellamt untersagte diesen Verkauf wegen einer marktbeherrschenden Stellung, denn Holtzbrinck gibt in Berlin bereits den Tagesspiegel heraus. Deshalb gehörte der Verlag bis 2005 formell noch zu Gruner + Jahr, de facto trug jedoch Holtzbrinck die Verantwortung.
Im Oktober 2005 verkaufte die Verlagsgruppe Georg von Holtzbrinck den Verlag an die BV Deutsche Zeitungsholding, die zur Mecom Group gehörte. Die Mitarbeiter des Verlags protestierten bis zuletzt gegen die Übernahme, da Stellenstreichungen befürchtet wurden. Der Verkauf wurde im November 2005 vom Bundeskartellamt genehmigt.
Am 12. Januar 2009 verkaufte die überschuldete Mecom Group den Verlag und ihre weiteren deutschen Verlagsaktivitäten an die Kölner Mediengruppe M. DuMont Schauberg. Seitdem war der Berliner Verlag eine Tochtergesellschaft im PMB Presse- und Medienhaus Berlin von M. DuMont Schauberg (65 %) und dem Heinen-Verlag (35 %).
Zum Jahresende 2015 übernahm die DuMont Mediengruppe die Anteile des Kölner Heinen-Verlags an der PMB Presse- und Medienhaus Berlin GmbH & Co KG. Damit wurde der Berliner Verlag eine hundertprozentige Tochtergesellschaft der DuMont Mediengruppe. Zum 1. November 2016 wurden die Redaktionen der Berliner Zeitung und des Berliner Kuriers durch die Berliner Newsroom GmbH abgelöst, die als Dienstleister die Inhalte der beiden Zeitungen erstellt.
Im September 2019 wurde der Verkauf des Berliner Verlags an das Berliner Unternehmerpaar Silke und Holger Friedrich bekannt. Das Bundeskartellamt stimmte am 30. September 2019 der Übernahme zu. Am 1. November 2019 wurde Michael Maier Herausgeber der Berliner Zeitung und Vorsitzender der Geschäftsführung des Berliner Verlags. Das Amt des Vorsitzenden der Geschäftsführung legte er am 20. Juli 2020 nieder, blieb aber Herausgeber.

## Unternehmen

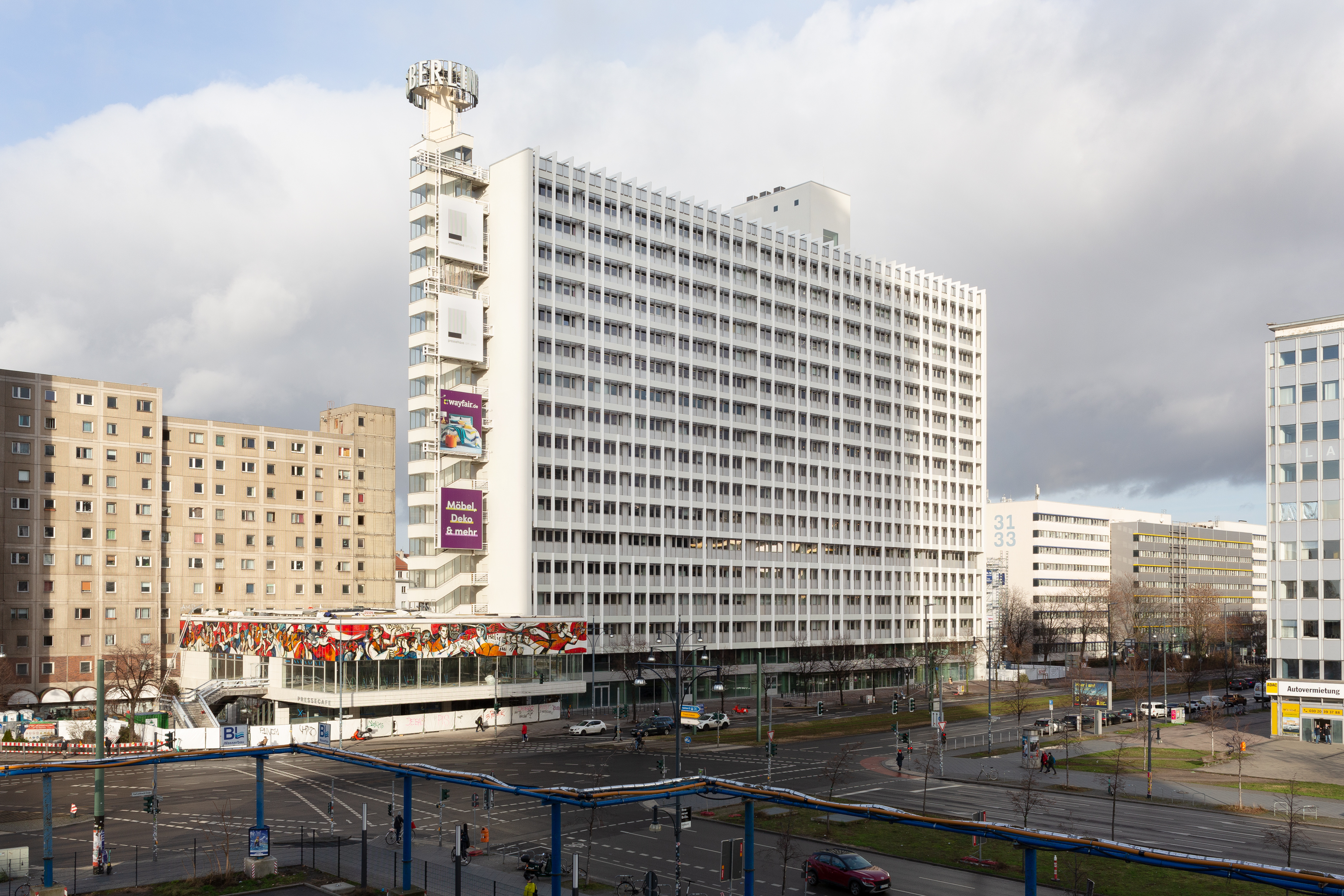
Haus des Berliner Verlages, Sitz des Verlages

Bis 2017 war die Firma im Haus des Berliner Verlages am Alexanderplatz ansässig und hatte danach seinen Sitz unter anderem im Feratti-Gebäude am Spittelmarkt. Im März 2023 wurde wieder das in der Zwischenzeit sanierte und baulich erweiterte Haus des Berliner Verlages bezogen.

### Portfolio
- Berliner Zeitung, Tageszeitung
- Berliner Kurier, Boulevardzeitung
- Die Weltbühne,  Wochenzeitschrift

## Ehemalige Publikationen
- BZ am Abend, Tageszeitung, 1990 Umbenennung in Berliner Kurier
- Freie Welt, Unterhaltungszeitschrift, eingestellt 1991
- Neue Berliner Illustrierte, Unterhaltungszeitschrift, eingestellt 1991
- Für Dich, Unterhaltungszeitschrift (Frauenzeitschrift), eingestellt 1991
- horizont, Zeitschrift für außenpolitische Themen, Ideologiefragen, Länderinformationen und Reiseberichte, eingestellt nach Ausgabe 24/1991
- FF dabei, Fernsehzeitschrift, gehörte zum Berliner Verlag bis zum Weiterverkauf 1993
- Die Schatulle, Literaturzeitschrift
- Wochenpost, Wochenzeitung, eingestellt 1996
- tip, Stadtmagazin (von 1996 bis 2013)
- BerlinOnline.de, Onlineportal (bis zur Einstellung 2017)[19]
- Berlin.de, Onlineportal (bis zur Übernahme durch das Land Berlin am 1. Juli 2021)[20]
- Berliner Abendblatt, Anzeigenzeitung (bis zum Verkauf an die EGRO-Mediengruppe – Übernahme ab dem 1. September 2021)